# انور خطیب
اَنوَر خَطیب (۱۹۱۰–۱۹۷۰) حقوق‌دان، نویسنده و سیاستمدار لبنانی در سدهٔ بیستم میلادی بود.

## زندگی
«انور بن احمد بن یونسِ خطیب»؛ زادگاه و مدفنش «شحیم» است. در مدرسه پاتریارکی درس خواند و از دانشگاه قدیس یوسف در رشتهٔ حقوق دانش‌آموخته شد. به وکالت و تدریس در دانشگاه لبنان و دانشگاه عربی لبنان پرداخت. پنج‌بار پیوسته به عنوان نمایندهٔ مجلس و دو بار وزیر برگزیده شد. در بیروت درگذشت.

## آثار
- المجموعة الدستوریة: مجموعهٔ قانون اساسی
- الأصول البرلمانیة بالقضاء السیاسی: اصول پارلمانی در قضاوت سیاسی
- الأحوال الشخصیة و المبادیء العامة فی القانون: احوال شخصی و اصول کلی در قانون
- النزعة الإشتراکیة فی الإسلام: گرایش سوسیالیستی در اسلام
- الأهلیة المدنیة فی التشریع الإسلامی: حقوق شهروندی در شریعت اسلامی
- القوانین اللبنانیة: قوانین لبنان[۱]